# Xulia Vicente
Xulia Vicente Jiménez (Cariño, Galicia, 6 de septiembre de 1993) es una historietista e ilustradora española.

## Trayectoria
Nació en 1993 en Cariño, en la gallega provincia de La Coruña. Estudió Bellas artes en la Universidad Politécnica de Valencia (UPV). Mientras estudiaba, coordinó el Club de Cómic de la Facultad de Bellas Artes. Debutó en varios fanzines como Sacoponcho (del que fue cofundadora) o Compota de Manatí, y al finalizar publicó su primer monográfico en 2015, titulado Anna Dédalus: El misterio de la mansión quemada, con el guionista Miguel Ángel Giner Bou y la autora Núria Tamarit Castro.
Al año siguiente, en 2016, publicó Duerme Pueblo, de nuevo junto a Núria Tamarit, y Ari, cazador de dragones con guion de Manuel Gutiérrez. También ha colaborado en otras revistas y fanzines, nacionales e internacionales, como 2000 AD, Xiulit, Nimio, Jot Down, Arrós Negre, Oiga Mire Mañana, Lis en Fleur o Meinstrim.
Su obra ha sido traducida a varios idiomas, incluyendo el francés y el inglés. Además de sus propias obras, Vicente realiza trabajos de ilustración freelance y colaboraciones en antologías y fanzines. Trabaja para la Asociación de ilustradores de Valencia.
Su principal interés es el trabajo narrativo, habiendo crecido en el mundo del cómic desde una edad temprana y con una amplia gama de influencias de diferentes industrias del cómic, y en particular de la cultura japonesa.

## Reconocimientos
En 2013 recibió el primer premio del Certamen Benito Losada de Banda Deseñada, así como el primer premio del Concurso de Cómic de Benimaclet. En 2014 fue también premiada con el 1º premio del Certame Xuventude Crea, con su trabajo Si los productos son buenos...
Fue seleccionada en 2019 por las ONG Gehitu y Mugen Gainetik entre las diez autoras invitadas del proyecto Viñetas de tortas y bollos, cuyo objetivo era visibilizar situaciones cotidianas que viven las mujeres lesbianas tanto en Latinoamérica como en el estado español. Volvió a ser seleccionada por Gehitu y Mugen Gainetik en 2021 para el proyecto Del otro lado, cómic que visibiliza situaciones cotidianas que viven las mujeres trans, junto a autoras de España, Honduras, Nicaragua, Guatemala y El Salvador.
En septiembre de 2022 ganó un premio Ignatz en Estados Unidos por La jinete me aguarda, que publicó simultáneamente en inglés con el título I see a Knight, en la plataforma alternativa ShortBox. El cómic cuenta la historia de Olivia, una niña que tiene la capacidad de ver a un caballero sin cabeza invisible para los demás. A medida que crece se acostumbra a él, pero también sabe que algún día deberá enfrentársele. La obra fue galardonada en la categoría Outstanding Comic.

## Obra

### Primeros trabajos y fanzines
- 2013 - Fanzine Sacoponcho (VV.AA). Nº 0: Tentáculos a granel. Nº 1: Sacoponcho. Nº 2 Sacoponcho. Villagarcía de Arosa.
- 2013 - Compota de manatí 1 y 2 (VV.AA). Ed. Miñoco. Dep. Legal:  C 1745-2012
- 2014 - Oiga mire mañana (VV.AA). Javi de Castro, autoeditor. León.
- 2014 - Chachi (VV.AA). M. Alonso, autoeditor.
- 2014 - Arròs negre (VV.AA). Elías Taño, autoeditor. Valencia
- 2016 - Paper cru nº3: Ellas toman los lápices, el espacio y la palabra. Ed. APIV (associació de profesionals de l'il·lustració de València).

### Libros y cómics
- 2015 - Anna Dédalus, detectiu: el misteri de la mansió cremada. Andana editorial. Algemesí
- 2015 - Anna Dédalus, detective: el misterio de la mansión quemada. Andana editorial. Algemesí
- 2016 - De muerte. GP Ediciones. Zaragoza. ISBN 9788494543500
- 2016 - Sello de dragón. Nº1: Ari, cazador de dragones. Ed. Sallybooks. Antequera. ISBN 978-84-944465-7-3
- 2016 - Sello de dragón. Nº1: Ira, jinete de dragones. Ed. Sallybooks. Antequera. ISBN 978-84-17255-28-2
- 2016 - Duerme, pueblo. Ed. La Cúpula. Barcelona. ISBN 978-84-16400-31-7
- 2017 - Licor café. Demo editorial. Colección BDG13: 13 grolos da banda deseñada galega. La Coruña. ISBN 978-84-947396-4-4
- 2018 - Viñetas de tortas y bollos (VV.AA). Gehitu / Mugen Gainetik. San Sebastián. Dep. Legal:  SS-1191-2018
- 2018 - O puño e a letra. Edicions Xeráis de Galiza. Pontevedra. ISBN 978-84-9121-436-6.
- 2020 - Altar mutante nº 9: Pandemic holiday spectacular (VV.AA). La Coruña. Dep. Legal:  C 1268-2014
- 2020 - Elisa e Marcela. Consello da Cultura Galega. Santiago de Compostela. ISBN 978-84-17802-21-9
- 2021 - La jinete me aguarda. Xulia Vicente, autoedición. La Coruña.
- 2021 - I see a knight (la jinete me aguarda). ShortBox. Reino Unido.
- 2021 - Del otro lado. Vivencias en cómic de mujeres trans de aquí y de allá (VV.AA). Gehitu / Mugen Gainetik. San Sebastián. ISBN 978-84-09-33794-1
- 2021 - Feminismes (VV.AA). Ed. Camacuc, colección Els cómics del Camacuc nº 18. Valencia. ISBN  978-84-09-33794-1
- 2023 - Il·lustrisimes: dones que van dibuixar el segle XXI (VV.AA). Biblioteca de Catalunya. Barcelona. ISBN 978-84-19695-08-6